# Mariano Agate
Mariano Agate (Mazara del Vallo, 19 maggio 1939 – Mazara del Vallo, 3 aprile 2013) è stato un mafioso italiano, esponente di spicco di Cosa nostra.

## Biografia
Ritenuto il capo della famiglia di Mazara del Vallo e del relativo mandamento. Durante la seconda guerra di mafia dei primi anni '80, era considerato uno degli uomini di riferimento dei Corleonesi di Totò Riina in provincia di Trapani insieme a Francesco Messina Denaro di Castelvetrano, a Vincenzo Milazzo di Alcamo e a Vincenzo Virga di Trapani contro le famiglie palermitane dei Badalamenti e quelle alcamesi dei Rimi e trapanesi dei Minore.
Il suo nome è stato citato nelle principali indagini su Cosa nostra negli anni '80, come il maxiprocesso di Palermo e nell'omicidio del sindaco di Castelvetrano Vito Lipari. Per quest'ultimo omicidio fu assolto in appello nel 1992, con sentenza confermata in Cassazione nel 1993.
Nel 1986 Agate risultò nell'elenco degli iscritti alla loggia massonica segreta Iside 2 di Trapani, in cui comparivano anche il mafioso Mariano Asaro e il deputato regionale Francesco Canino.
Arrestato definitivamente nel 1992, quando si consegnò spontaneamente, è stato condannato a cinque ergastoli per omicidi e stragi come:
- Nel 1997, nel processo per la strage di Capaci, in cui vennero massacrati il magistrato Giovanni Falcone, la moglie Francesca Morvillo e la scorta (Antonio Montinaro, Vito Schifani, Rocco Dicillo), Agate venne condannato all'ergastolo insieme ai boss Totò Riina, Pietro Aglieri, Bernardo Brusca, Giuseppe Calò, Raffaele Ganci, Nenè Geraci, Benedetto Spera, Nitto Santapaola, Giuseppe "Piddu" Madonia, Bernardo Provenzano, Salvatore Montalto, Giuseppe Graviano e Matteo Motisi[7][8].
- Nel 1998, gli viene comminato un altro ergastolo insieme al boss Salvatore Riina per l'omicidio del giudice Giangiacomo Ciaccio Montalto[9][10].
- Nel 2000, al termine del maxi-processo "Omega" contro i vertici della mafia trapanese, Agate riportò un altro ergastolo per aver ordinato due duplici omicidi nell'ambito delle faide intestine a Cosa nostra (quello di Agostino D'Agati ed Ernesto Buffa, commesso a Rimini nel 1991, e quello di Vincenzo D'Amico e Francesco Craparotta, fatti sparire con il metodo della "lupara bianca" nel 1992)[11].
- Nel 2004, un altro ergastolo nel processo che da lui prese il nome, "Agate Mariano + 56", iniziato nel 1994, in cui era imputato insieme a boss del calibro di Salvatore Riina, Bernardo Provenzano, Giuseppe Lucchese, Raffaele Ganci, Pietro Aglieri e tanti altri, i quali dovevano rispondere di 77 omicidi avvenuti tra il 1981 e il 1991, come l'eliminazione dei boss mafiosi Stefano Bontate, Salvatore Inzerillo, Vincenzo Puccio e Mario Prestifilippo, la “strage di Bagheria” del 1989 (sorella, madre e zia del pentito Marino Mannoia uccise) ed anche quello dell'imprenditore Libero Grassi, ucciso il 27 agosto del 1991[12][13].
- Nel 2008, si conferma l'ergastolo per Agate nel processo "Borsellino ter" per la strage di via D'Amelio (il giudice Paolo Borsellino e 5 uomini della scorta massacrati) insieme ai boss Giuseppe Madonia, Salvatore Montalto, Benedetto Spera, Giuseppe "Piddu" Madonia e Nitto Santapaola[14][15].

Nel 2004, nonostante si trovasse da anni in regime di carcere duro, è stato coinvolto nell'operazione Ingres coordinata dal procuratore aggiunto della DDA di Reggio Calabria, Nicola Gratteri, con l'accusa di aver fatto arrivare ordini al figlio Epifanio al fine di autorizzare un traffico internazionale di cocaina dalla Colombia che avveniva con la mediazione dei broker Salvatore Miceli e Roberto Pannunzi, nonché delle 'ndrine calabresi dei Marando e dei Trimboli operanti tra Platì e Volpiano.
Scarcerato a marzo 2013 per gravi motivi di salute, è deceduto nella sua abitazione di Mazara del Vallo il 3 aprile 2013 all'età di 73 anni. Il vescovo di Mazara del Vallo, Domenico Mogavero, ha negato le esequie private, dopo che il questore aveva vietato quelle pubbliche.